# Hugues (archevêque d'Édesse)
Pour les articles homonymes, voir Hugues.
Hugues, mort le 24 décembre 1144, fut le second archevêque d'Édesse de rite latin d'environ 1120 jusqu'à sa mort lors de la chute d'Édesse.
Le chroniqueur Bar Hebraeus l'appelle « Papyas » ainsi que « le métropolite des Francs ».

## Biographie
Hugues était originaire de Flandre. En route pour Jérusalem, il fit escale à l'abbaye de Cluny et devint associé de l'ordre clunisien. L'abbé Hugues de Cluny lui confia la « société de tous les biens de la congrégation », ce que le Flamand Hugues appela plus tard une « confrérie de prière » avec Cluny. En 1120, il fit don de reliques – un doigt de saint Étienne et une dent de saint Jean le Baptiste – à Cluny, sous l'abbé Pons de Melgueil. Selon le récit de leur donation, le Tractatus de Reliquiis Sancti Stephani Cluniacum Delatis, Hugues craignait pour son âme, car il conservait les saintes reliques dans une ville constamment menacée par les musulmans. Ce n'est qu'après avoir reçu trois visions des trois saints patrons de Cluny, qu'il prit pour des rêves, qu'Hugues décida de remettre les reliques à Cluny. Il les remit à Gilduin du Puiset, ancien prieur de Cluny, qui les remit au moine Frotmund, lequel les transporta à Cluny dans un coffret en cristal. Hugues acquit également des reliques des saints Thaddée d'Édesse et Abgar qu'il envoya à l'archevêque de Reims, Raoul le Vert, en 1123. La lettre qu'Hugues lui adressa a survécu, a été éditée et publiée. Hugues se fait appeler Hugues, Dei gratia Edessenae archiepiscopus, c'est-à-dire archevêque « par la grâce de Dieu ».
Hugues devint archevêque d'Édesse entre 1104 et 1120 après la mort de son prédécesseur Benoît, qui a été le premier archevêque de rite latin de cette ville.
Le diocèse d'Hugues se rétrécit quelque temps avant 1134, lorsque les Croisés rétablirent l'ancien archidiocèse d'Hiérapolis-en-Syrie, basé sur la ville de Dülük (en), qu'ils appelèrent La Tulupe. Son territoire fut pris sur celui d'Édesse.
Le 28 novembre 1144, Zengi encercla la ville fortifiée d'Édesse, tandis que le comte régnant Josselin II d'Édesse était absent avec son armée. En l'absence du souverain et des meilleurs combattants, l'archevêque Hugues fut chargé de la défense de la ville. Il bénéficiait du soutien loyal de l'évêque arménien Jean et de l'évêque syriaque Basile. Des chroniqueurs ultérieurs, dont Guillaume de Tyr, l'accusèrent de refuser de puiser dans son trésor pour payer les arriérés de ses soldats et imputèrent la chute de la ville à son avarice. Hugues ordonna également aux défenseurs de la citadelle de ne pas ouvrir les portes sans son arrivée en personne. Après l'ouverture des remparts le 24 décembre, des dizaines de citoyens furent écrasés dans la ruée vers la citadelle, les portes restant closes. Hugues lui-même fut tué dans la bousculade ou par les soldats de Zengi alors qu'il tentait d'atteindre la citadelle,,,,.